# Les Touches

Localització de Les Touches

Les Touches  (en bretó An Dosenneg) és un municipi francès, situat a la regió de país del Loira, al departament de Loira Atlàntic, que històricament va formar part de la Bretanya. L'any 2006 tenia 3.269 habitants. Limita amb Joué-sur-Erdre, Trans-sur-Erdre, Ligné, Petit-Mars i Nort-sur-Erdre.

## Demografia
| Evolució de la població INSEE |      |      |      |      |      |      |      |      |
| 1793                          | 1800 | 1806 | 1821 | 1831 | 1836 | 1841 | 1846 | 1851 |
| -                             | -    | -    | -    | -    | 1876 | 1808 | 1961 | 2013 |

| 1856 | 1861 | 1866 | 1872 | 1876 | 1881 | 1886 | 1891 | 1896 |
| ---- | ---- | ---- | ---- | ---- | ---- | ---- | ---- | ---- |
| -    | 2134 | 2119 | 2122 | 2149 | 2088 | 2088 | 2094 | 2056 |

| 1901 | 1906 | 1911 | 1921 | 1926 | 1931 | 1936 | 1946 | 1954 |
| ---- | ---- | ---- | ---- | ---- | ---- | ---- | ---- | ---- |
| 1922 | -    | 1815 | 1645 | 1562 | 1473 | 1439 | 1364 | 1376 |

| 1962 | 1968 | 1975 | 1982 | 1990 | 1999 | 2006 | 2011 | 2016 |
| ---- | ---- | ---- | ---- | ---- | ---- | ---- | ---- | ---- |
| 1306 | 1326 | 1359 | 1633 | 1935 | 1950 | 2071 | -    | -    |

| 2019 | - | - | - | - | - | - | - | - |
| ---- | - | - | - | - | - | - | - | - |
| -    | - | - | - | - | - | - | - | - |

## Administració
| Període   | Identitat           | Partit |
| --------- | ------------------- | ------ |
| 1959-1977 | Pierre Baron        |        |
| 1977-1995 | Michel Pentecouteau |        |
| 1995-2008 | Colette Macé        |        |
| 2008-     | Gilles Guinouet     |        |